# Д’Альби, Бернар
Бернар д’Альби (? — 23 ноября 1350, Авиньон) — французский кардинал.

## Биография

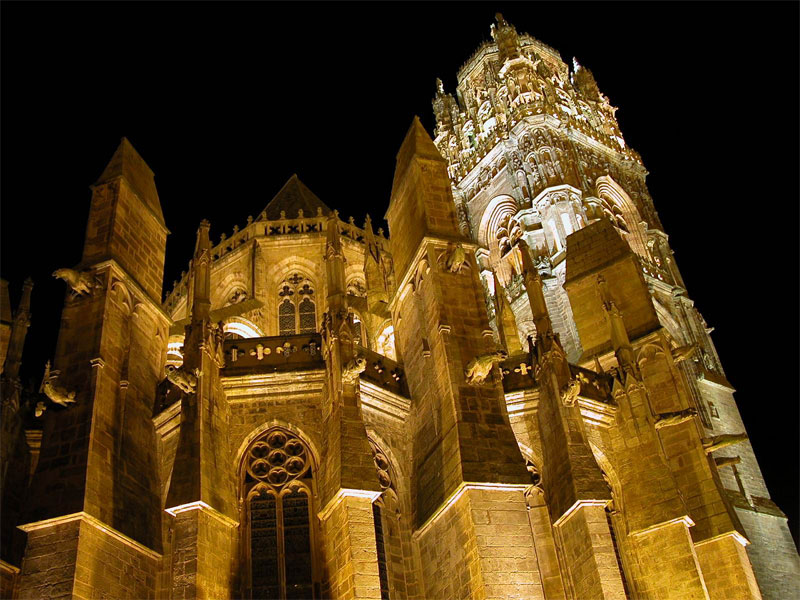
Кафедральный собор Родеза

Родился в Савердёне на юге Франции. Сын Арно д’Аре, виконта де л’Арбуста, и Брунсендены де Лаведан.
С 31.01.1336 по 18.12.1338 года служил епископом Родеза. В 1337 году представлял Святой Престол в Испании в качестве Апостольского нунция.
На консистории 18 декабря 1338 года папа Бенедикт XII назначил его кардиналом-священником Санта-Чириако-делла-Терме. Участвовал в конклаве 1342 года. В июле 1343 года выступал переговорщиком в конфликте между королями Арагона и Майорки. В 1347 году как папский легат возглавлял синод арагонских епископов в Барселоне.
Епископ Порто-Санта Руфина с 19 января 1349 года до смерти.
Дружил с Франческо Петраркой, который часто упоминал его в своих письмах.